# ヨハン・ヘオルフ・ファン・カスペル
ヨハン・ヘオルフ・ファン・カスペル（Johann Georg van Caspel、1870年3月24日 - 1928年7月4日）はオランダの画家、イラストレーター、建築家である。多くの宣伝ポスターを制作した。

## 略歴
アムステルダムで生まれた。1889年にアムステルダムの美術アカデミー(Rijksakademie van beeldende kunsten)の入学試験を受け、マウリッツ・ファン・デル・ファルク(Maurits van der Valk: 1857-1935)からも学んだ。人物画、肖像画の画家として働いた後、アムステルダムの出版社、Amandのために働くようになり、多くのポスターを制作し、本の装丁やカレンダー制作、広告パンフレットの制作もした。フランスで1895年から1900年まで出版されたポスター画集、「Les maîtres de l'affiche（ポスター芸術の巨匠たち）」にも取り上げられた。
1903年にラーレンに住むようになり、自ら自分の別荘を設計した。その結果、依頼をうけて、オランダの高級保養地、Het Gooiに、建築家カレル・デ・バーゼルから影響を受けたスタイルの30ものカントリー・ハウス、邸宅のデザイン、建設にかかわることになった。
1898年に絵本の挿絵も描き、「眠れる森の美女」やマザー・グース、シャルル・ペローの童話の大判のアール・ヌーボースタイルのイラストレーションを描き、1924年頃にも童話のシリーズ「Sprookjes uit verre landen」に挿絵を描いた	。 

## 作品

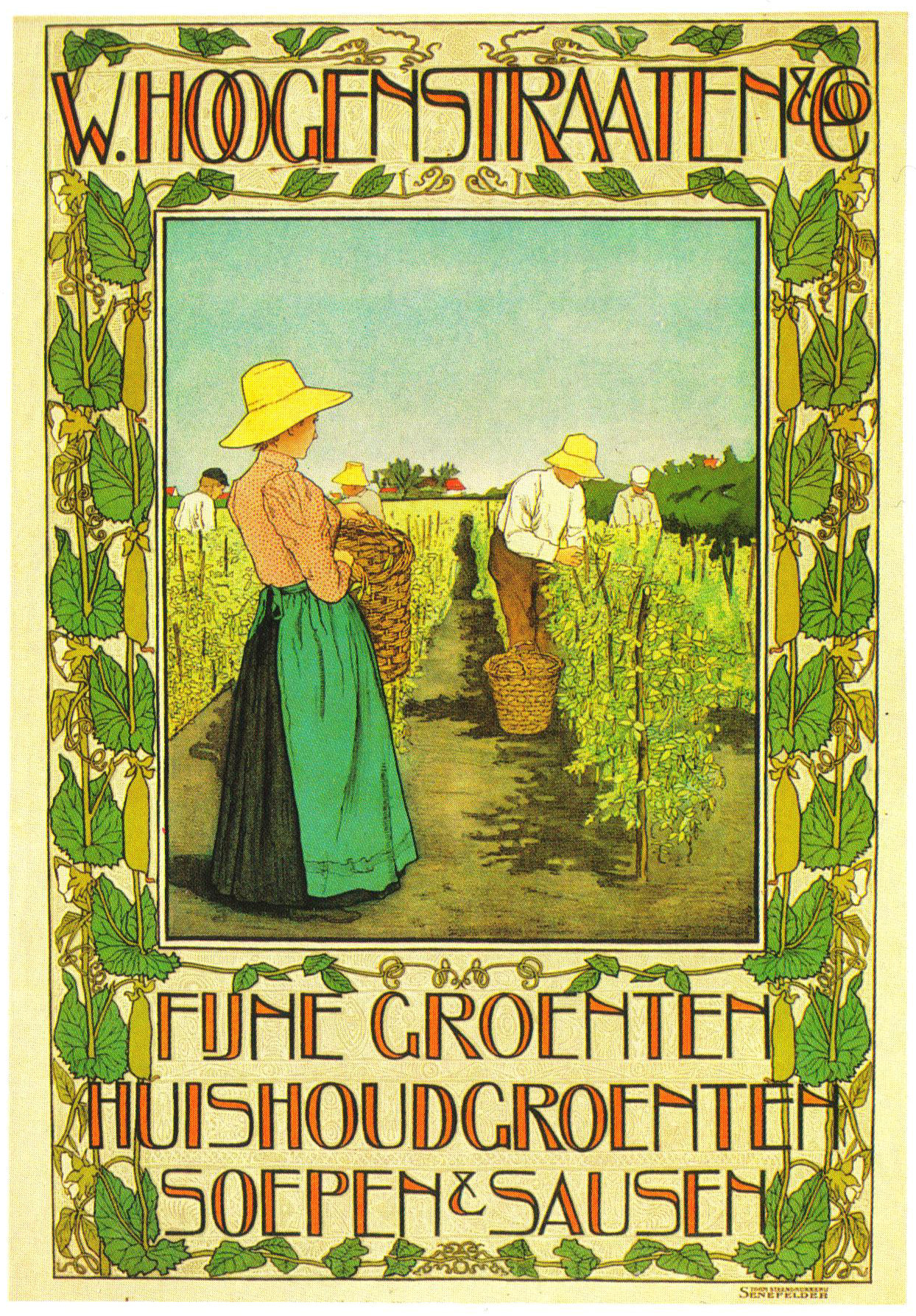
食品関係企業のポスター
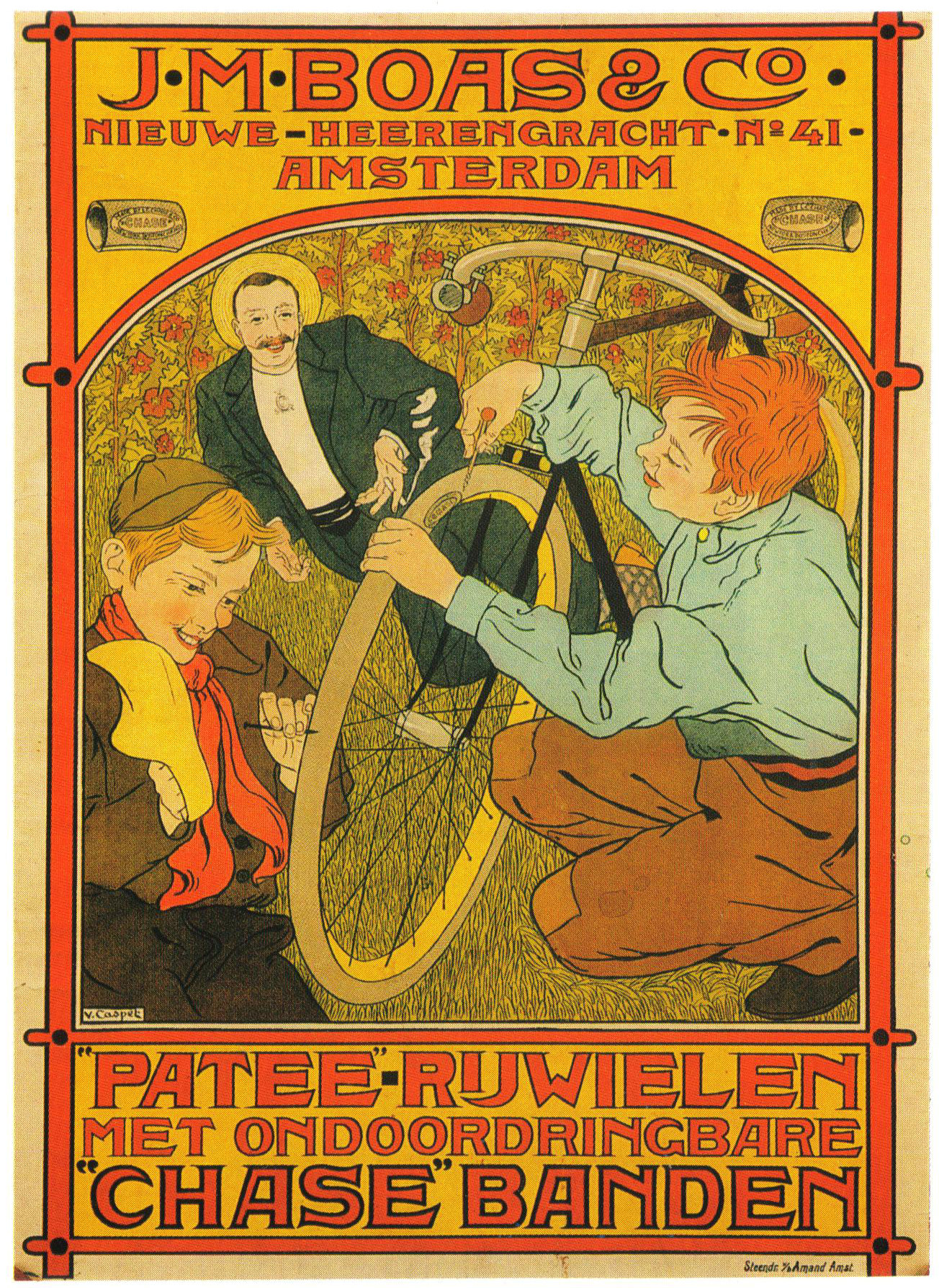
自転車会社ポスター
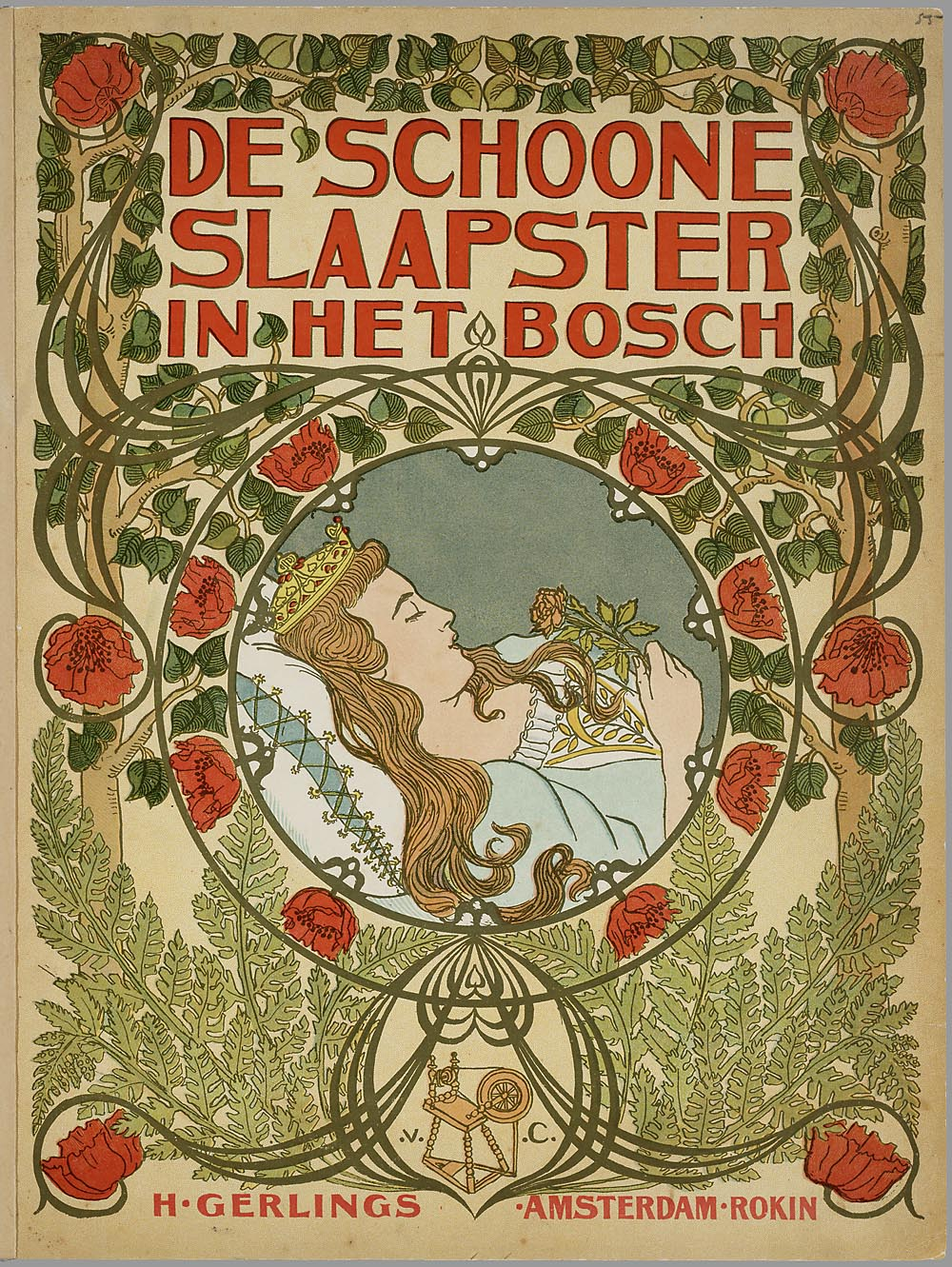
「眠れる森の美女」表紙絵
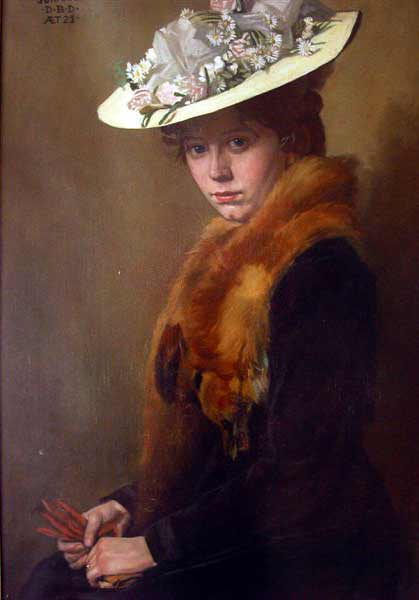
肖像画の例

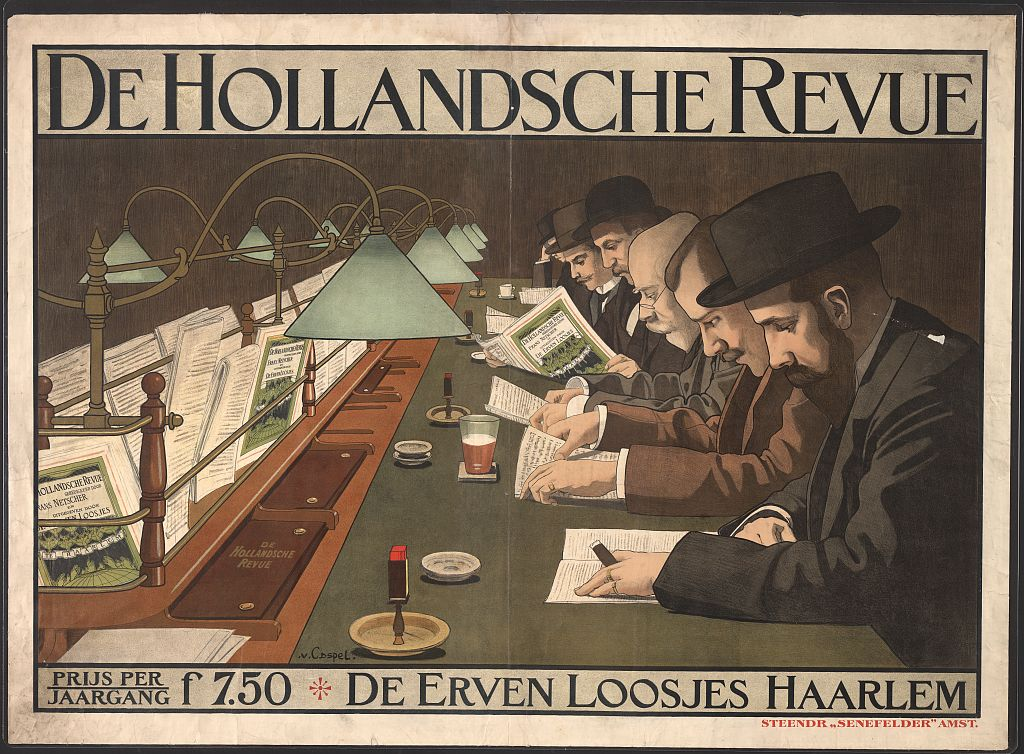
新聞社ポスター
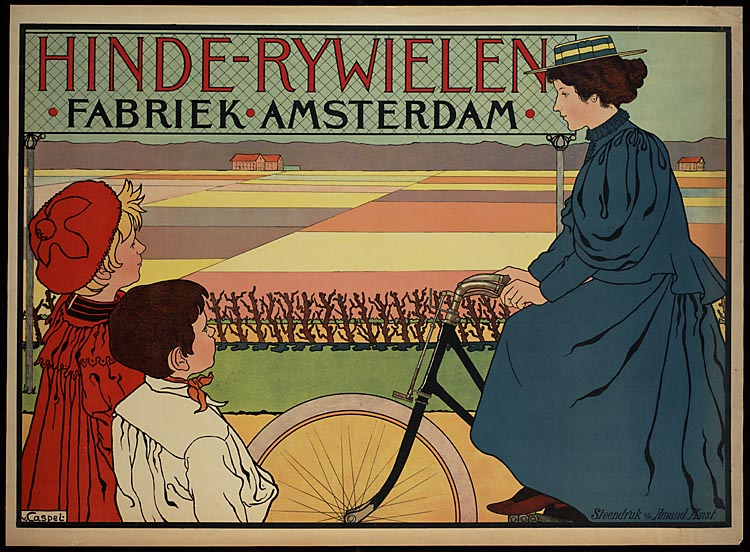
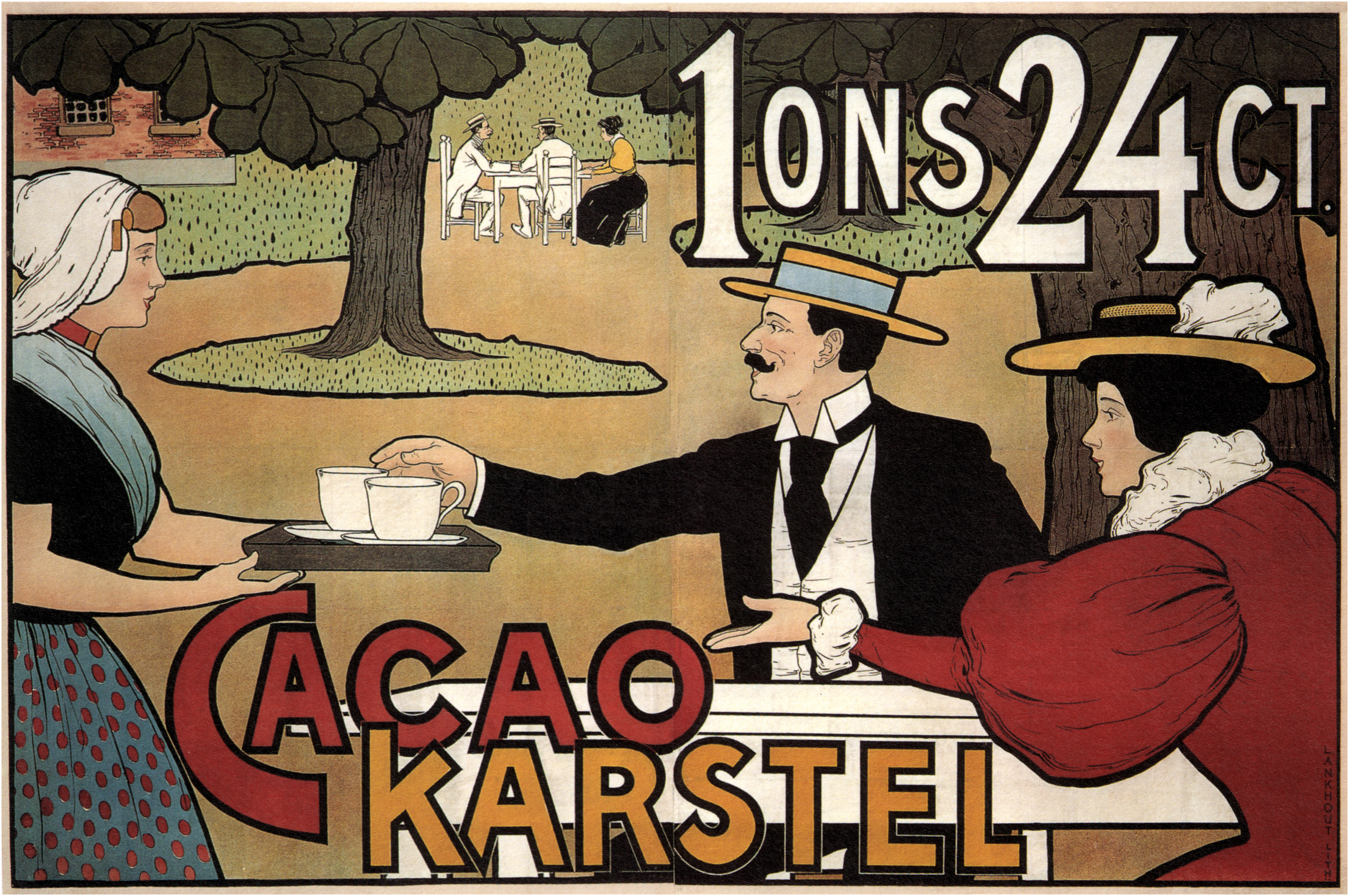